# Leucobryum madagassum
Leucobryum madagassum là một loài Rêu trong họ Dicranaceae. Loài này được Besch. mô tả khoa học đầu tiên năm 1880.